# Aplatamus mexicanus
Aplatamus mexicanus es una especie de coleóptero de la familia Silvanidae.

## Distribución geográfica
Habita en México.